# Frans Gustaf Janson
Frans Gustaf Janson (i riksdagen kallad Janson i Carlshed), född 31 juli 1844 i Örby församling, Älvsborgs län, död 8 maj 1910 i Borås (folkbokförd i Kinna församling, Älvsborgs län), var en svensk godsägare och riksdagsman. Janson var godsägare i Kinna. Han var som riksdagsman ledamot av riksdagens andra kammare, invald i Marks härads valkrets. I riksdagen skrev han en egen motion om att statsråd ej skulle kunna utses eller fungera som riksdagsman.